# Reaktoplast
Reaktoplasty (dříve termosety, duromery, duroplasty) jsou zesíťované polymery, které vytvářejí prostorovou trojrozměrnou síť. Zesíťování nastává až při tváření plastu vlivem tepla a tlaku, někdy působením katalyzátorů. Jakmile je zesíťování dokončeno, není další tváření možné, protože opětovným působením daného vlivu (teplo, tlak, záření, katalyzátor) nelze hmotu reaktoplastu roztavit – nelze zrušit již vzniklou prostorovou síť. Husté příčné zesíťování se nazývá vytvrzování.

## Reaktoplasty
Reaktoplast je hmota, kterou lze teplem, zářením nebo působením katalyzátoru vytvrdit. Vytvrzení znamená vytvoření prostorové sítě v materiálu, díky které takový plast získává zajímavé vlastnosti, především je netavitelný a nerozpustný. Změny vyvolané teplem, zářením nebo katalyzátorem podnítí vznik kovalentních vazeb mezi molekulami polymeru.
Epoxidové pryskyřice mají ve strojírenství široké využití, hlavně díky svým dobrým chemickým a fyzikálním vlastnostem. Především je to výborná adheze ke keramice, kovům a sklu a tyto vlastnosti si udržují v poměrně široké škále teplot. Často se využívají jako matrice kompozitů. V elektronice se dají použít jako izolanty, které snesou tepelné namáhání. Epoxidy před vytvrzením bývají viskózní kapaliny. Vytvrzení umožní katalyzátory jako aminy, kyseliny, zásady.
Fenolytické pryskyřice jsou rozděleny podle látek (fenol a další), ze kterých polykondenzací vznikají, na fenolové, krezolové a xylenové pryskyřice. Vytvrzujícím činidlem je u fenolytických pryskyřic teplo. Tyto plasty jsou vysoce odolné proti vysokým teplotám a nehoří. Fenolytické pryskyřice se díky svým vlastnostem uplatňují ve strojírenském průmyslu, kde jsou součástí směsí lisovacích hmot.